# Азимов, Садык Азимович
Садык Азимович Азимов (7 ноября 1914, Ташкент — 12 ноября 1988, Ташкент) — советский физик, академик АН Узбекской ССР (1962), директор института ядерной физики АН Узбекской ССР (1962—1968), директор физико-технического института (1968—1988), генеральный директор НПО "Физика-Солнце"(1986-1988). Инициатор и руководитель строительства уникальной Большой Солнечной Печи мощностью 1мегаватт в Узбекистане. Лауреат Государственной премии Узбекской ССР имени Бируни (1970)

## Биография
Родился 7 ноября 1914 года в Ташкенте в просвещённой семье. Его дед (по материнской линии) Олим-кози был судьёй города Ташкента, родной брат Олима-кози — Абдувахид Кариев (Коры домла) был депутатом II Государственной Думы в Санкт-Петербурге.
Сайид Азимбай (дед по отцовской линии) - землевладелец, предприниматель мукомольной отрасли, основал первую ново-методную школу в собственном доме. По ее образцу впоследствии создавались джадидские школы по всему Узбекистану.
Отец Аваз-ота был крупным землевладельцем (владение Сарыкуль).
Рано лишившись отца, остался единственным кормильцем. В семье: больная мать, две младшие сестры и младший брат.
В 1936-40 гг. — студент физико-математического факультета САГУ. После окончания ВУЗа работал в Памирской экспедиции по изучению космических лучей. В 1948 г. поступает в аспирантуру, вскоре защищает кандидатскую, затем — докторскую диссертации(1955 г., ФИАН, г. Москва). Научный руководитель: академик В. И. Векслер.
В 1954 году по инициативе С. Азимова при Ташкентском государственном университете создана кафедра ядерной физики и космических лучей, руководителем которой он оставался до конца своей жизни. В 1956 году опубликовано Постановление правительства СССР о создании в Ташкенте Института ядерной физики. По представлению академика И.В.Курчатова проектирование и строительство научного комплекса института включая городок для сотрудников(ныне поселок Улугбек), обучение и формирование научного коллектива  было возложено на С.А.Азимова(директор ФТИ АН УзССР).. В этой многогранной деятельности также активно участвовали академики У. А. Арифов и С. В. Стародубцев.
С 1956 г. С. Азимов стал зам. директора, в 1962 году избран директором института ядерной физики. Под его руководством здесь был создан отдел физики высоких энергий, освоены методики пузырьковых камер и ядерных фотоэмульсий. Научная школа по физике высоких энергий во главе с С. А. Азимовым получила широкое признание благодаря работам по исследованию процессов упругого рассеяния адронов, неупругой дифракции пионов на ядрах, открытой конкретной дифракционной диссоциации протонов, исследованиям неупругих взаимодействий частиц и ядер с ядрами. В 1964 г. было открыто явление сужения дифракционного конуса в упругом протон-протонном рассеянии, установлена общая структура и определены механизмы процессов множественного образования частиц.
Под руководством С. А. Азимова были начаты и успешно завершены строительство и запуск обсерватории в Кумбеле, состоялся пуск циклотрона, нейтронного генератора, и запуск корпуса по производству гелия.
В 70-х годах, осознавая перспективы развития экологически чистых возобновляемых источников энергии, инициирует создание Большой Солнечной печи. В начале 80-х добивается утверждения проекта и возглавляет строительство инновационного объекта под Ташкентом (Паркент). В 1988 году строительство успешно завершено, солнечная печь введена в действие. Позднее этот масштабный объект будет назван[кем?] «лебединой песней советской империи».
12 ноября 1988 года на партийной конференции идея и само создание нового объекта подверглись острой критике, поскольку партийная элита не осознавала актуальность альтернативных источников энергии. Академик С. А. Азимов скончался от разрыва сердца в момент партийного доклада.
Захоронен на аллее учёных Чагатайского кладбища г. Ташкента.
В 2002 году посмертно награждён орденом «Буюк хизматлари учун».

## Семья
- Дед (по отцовской линии) - Сейид Азимбай
- Дед (по материнской линии)— Олим-кози, судья Ташкента[6];
- Брат Олима-кози — Абдувахид Кариев — депутат II Государственной Думы (Санкт-Петербург);
- Отец Аваз ота - землевладелец, организатор пищевой промышленности (мукомольная отрасль);
- Супруга — академик Рахима Аминова (историк);
- Дочь — Шахноз Азимова — профессор, доктор биологических наук, директор ИХРВ АН РУз, зав. лаб. молекулярной генетики;
- Дочь — Динора Азимова — профессор, доктор философских наук, писатель,сценарист и переводчик;
- Сын — Боходыр Азимов - кфмн, зав. лаб. компьютерного моделирования МЛЦ(Международного лазерного центра) физического факультета МГУ им М.В.Ломоносова (1978-1995г.);
- Сын — Рустам Азимов, доктор экономических наук, генеральный директор НКЭИС «Узбекинвест».

## Награды
- Орден Трудового Красного Знамени
- Орден Дружбы народов
- Орден «За выдающиеся заслуги»
- Государственная премия имени Бируни (1970)[3]
- Заслуженный деятель науки и техники Узбекской ССР (09.11.1964)[7]

## Публикации
Автор разных научных трудов, среди них:
- Азимов, Садык Азимович. Кинетические явления в поликристаллических плёнках халькогенидов свинца и висмута / С. А. Азимов, Ш. Б. Атакулов ; Отв. ред. М. С. Саидов; Ферган.гос.пед.ин-т им. Улугбека. — Ташкент: Фан, 1985. — 105 с.
- Азимов, Садык Азимович. Неупругие соударения частиц большой энергии с нуклонами и ядрами / С. А. Азимов, Т. С. Юлдашбаев ; АН УзССР,Физ.-техн.ин-т им. С. В. Стародубцева. — Ташкент: Фан, 1974. — 111 с.
- Взаимодействия частиц с ядрами при высоких энергиях / АН УзССР, Физ.-техн. ин-т им. С. В. Стародубцева; ред. С. А. Азимов. — Ташкент: Фан, 1981. — 262 с.
- Азимов, Садык Азимович. Кремний-литиевые детекторы ядерного излучения / С. А. Азимов, Р. А. Муминов, С. Х. Шамирзаев, А. Я. Яфасов ; АН УзССР, Физ.-тех. ин-т. — Ташкент: Фан, 1981. — 256 с.
- Азимов, Садык Азимович; Муминов, Рамизулла Абдуллаевич Кремний-литиевые детекторы ядерного излучения. — Физико-технический ин-т АН Узбекской ССР. — Ташкент: Фан, 1981.
- Потаенко, Константин Дмитриевич; Тихонов, Владимир Иванович; Азимов, Садык Азимович. Эпитаксиальные датчики Холла и их применение. — Физико-технический ин-т им. С. В. Стародупцева АН Узбекской ССР. — Ташкент : Фан, 1986.